# Senneville-sur-Fécamp
 Senneville-sur-Fécamp  es una población y comuna francesa, en la región de Alta Normandía, departamento de Sena Marítimo, en el distrito de Le Havre y cantón de Fécamp.

## Demografía
| 538 | 527 | 533 | 540 | 565 | 628 |
| Para los censos de 1962 a 1999 la población legal corresponde a la población sin duplicidades (Fuente: INSEE [Consultar]) |     |     |     |     |     |